# Język praalbański
Język praalbański – rekonstruowany prajęzyk, hipotetyczny przodek języka albańskiego. Przypuszczalnie jest to język sprzed VI wieku p.n.e., kiedy to rozdzieliły się dialekty toskijski i gegijski. Język praalbański jest rekonstruowany za pomocą metody porównawczej pomiędzy dialektami oraz pomiędzy językiem albańskim a innymi językami indoeuropejskimi.

## Liczebniki
1 *ainja
2 *duwō (m.); *duwai (f.)
3 *treje 
4 *kátur 
5 *penče 
6 *seksti 
7 *septati 
8 *aktṓ
9 *neunti 
10 *detsa